# Nehden
Nehden is een plaats in de Duitse gemeente Brilon, deelstaat Noordrijn-Westfalen, en telt 478 inwoners (2007).